# TCG Anadolu (L-400)
TCG Anadolu (L-400) — универсальный десантный корабль (LHD) ВМС Турции, который может быть сконфигурирован как легкий авианосец. Назван в честь полуострова Анатолия (тур. Anadolu), который составляет большую часть территории Турции. Строительные работы начались 30 апреля 2016 года на верфи Sedef Shipbuilding Inc. в Стамбуле, закладка состоялась 7 февраля 2018 года, спуск на воду — 4 мая 2019 года. Корабль предназначен для удовлетворения различных потребностей и требований турецких вооруженных сил, таких как большая дальность плавания, боевые действия на большом удалении от баз, операций по оказанию гуманитарной помощи, выполнение функций командного центра и флагмана ВМС Турции.
Тендер на проект LPD/LHD для ВМС Турции был выигран консорциумом Sedef-Navantia. Корабль будет использовать ту же конструкцию, что и испанский УДК «Juan Carlos I». Все системы вооружения будет поставлены турецкими фирмами Aselsan и Havelsan. Корабль будет оснащен турецкой системой управления боевыми действиями GENESIS-ADVENT, интеграцию которой обеспечивают компании Aselsan и Havelsan. Посадку самолета в любых погодных условиях обеспечивает РЛС Leonardo SPN-720.
Navantia обеспечит проектирование, передачу технологий, оборудование и техническую помощь турецкой верфи Sedef Shipyard для проектирования и разработки Anadolu, классифицируемого Turkish Lloyd как легкий авианосец/LHD.
Корабль спроектирован с расчётом на базирование самолёта F-35B, однако в июле 2019 года Турция была исключена из программы F-35 из-за скандала, связанного с приобретением Турцией российской системы ПВО С-400. 18 ноября 2022 года состоялись первые испытательные посадки на корабль вертолетов. Корабль передан флоту 10 апреля 2023 года.

## История

### Конструкция и характеристики
В декабре 2013 года турецкая программа LPD/LHD первоначально оценивалась в 375 миллионов евро (500 миллионов долларов). Согласно первоначальному плану ВМС Турции хотели иметь немного более короткую полетную палубу без трамплина спереди, что предполагало использование только вертолетов.
Однако после принятия решения о покупке самолета F-35B ВМС Турции изменили концепцию и остановили свой выбор на полностью оборудованной полётной палубе с трамплином. Турция была партнером третьего уровня в программе Joint Strike Fighter, и турецкие ВВС намеревались получить версию F-35A. Турецкая версия LHD сможет эксплуатировать до 12 вертолетов или 12 F-35B в конфигурации «легкий авианосец». Окончательно утверждённые размерения корабля: длина 231 м, ширина 32 м, осадка 6,8 м, высота 58 м. Водоизмещение составит 24 660 тонн в конфигурации «легкий авианосец» и 27 079 тонн в конфигурации «LHD». Максимальная скорость в конфигурации «легкий авианосец» составит 29 узлов, в конфигурации LHD — 21,5 узлов, максимальная дальность плавания на экономической скорости — полета составит 9000 морских миль. Площадь полётной палубы равна 5440 м², ангар площадью 990 м² будет вмещать12 средних вертолетов или 8 тяжелых вертолетов CH-47F Chinook. При объединении ангара с отсеком для лёгких грузов корабль может вместить до 25 вертолетов среднего размера. Как вариант, корабль может нести до 12 F-35B и 12 вертолетов. Еще шесть вертолетов можно разместить на полетной палубе корабля. Дополнительно корабль будет иметь грузовой отсек площадью 1880 м² для контейнеров TEU или 27 десантно-штурмовых машин (AAV), доковую камеру площадью 1165 м², в которой могут разместиться четыре десантных катера (LCM) или два десантных корабля на воздушной подушке (LCAC) или две десантных баржи (LCVP), а также отсек площадью 1410 м² для тяжелых грузов, в котором могут разместиться 29 основных боевых танков (ОБТ), десантно-штурмовые машины и контейнеры TEU. Корабль будет защищен гидролокатором обнаружения подводных диверсантов (DDS) ARAS-2023 и будет иметь экипаж из 261 человека: 30 офицеров, 49 унтер-офицеров, 59 старшин и 123 матросов.

#### Конфигурация «авианосец V/STOL»
Корабль имеет полётную палубу площадью 5440 м² и авиационный ангар площадью 990 м², который вмещает 12 средних вертолетов или 8 тяжелых вертолетов Boeing CH-47F Chinook. Когда авиационный ангар и отсек для лёгких грузов объединены, корабль может нести до 25 средних вертолетов. Альтернативно корабль может нести до 10 истребителей STOVL F-35B и 12 средних вертолетов с возможностью размещения еще шести вертолетов на полетной палубе корабля.
- БПЛА Bayraktar TB3[29], предназнвченный для базирования на TCG «Anadolu» имеет складывающиеся крылья[29] с большим размахом, чем у Bayraktar TB2[29][30][31][32][33][34]
- Baykar MIUS Kızılelma (на заднем плане справа) — реактивный[35] малозаметный[36] сверхзвуковой[37] палубный[38] БПЛА, разработанный для базирования на TCG «Anadolu»[35][39][40] Первый полёт состоялся 14 декабря 2022 г.[35][41][42][43]

#### Конфигурация «Десантно-штурмовой корабль»
Корабль имеет отсек для лёгких грузов площадью 1880 м² для контейнеров TEU и 27 гусеничных машин-амфибий (AAV), док площадью 1165 м² , который может принять четыре десантных катера типа LCM-6 или два десантных катера на воздушной подушке типа LCAC или два десантных катера типа LCVP, а также отсек для тяжёлых грузов площадью 1410 м², в котором могут разместиться 29 основных боевых танков, десантно-штурмовые машины и контейнеры TEU. Корабль будет оснащён гидролокатором обнаружения водолазов ARAS-2023, а его экипаж будет состоять из 261 человека: 30 офицеров, 49 сержантов, 59 старших матросов и 123 матросов.

### Строительство и ввод в эксплуатацию
Окончательный контракт на строительство корабля был подписан с консорциумом Navantia-Sedef 7 мая 2015 года. Ввод корабля в эксплуатацию был запланирован на 2021 год, а сметная стоимость корабля в соответствии с окончательными спецификациями была объявлена в 2015 году в размере $1 млрд. Строительные работы начались 30 апреля 2016 года на верфи Sedef Shipbuilding Inc. в Стамбуле..
Небольшой участок в носовой части корабля загорелся во время нахождения в сухом доке вечером 29 апреля 2019 года, но пожар был быстро потушен, а незначительные повреждения краски покрытия (пятна дыма и пламени) были впоследствии устранены свежей перекраской..
21 ноября 2019 года министр оборонной промышленности Турции Исмаил Демир объявил, что TCG Anadolu будет введен в эксплуатацию на год раньше срока в конце 2020 года, однако этого так и не произошло.
27 февраля 2022 года начались ходовые испытания TCG Anadolu.
TCG Anadolu был введен в эксплуатацию на церемонии, на которой присутствовал президент Эрдоган, 10 апреля 2023 года.

## TCGTrakya
ВМС Турции в настоящее время планируют строительство второго однотипного корабля аналогичного под названием TCG Trakya (тур. Фракия).